# Ctenotus piankai
Ctenotus piankai este o specie de șopârle din genul Ctenotus, familia Scincidae, descrisă de Storr 1969.

## Subspecii
Această specie cuprinde următoarele subspecii:
- C. p. duricola
- C. p. piankai